# کارخانه روغن‌کشی ورامین
کارخانه روغن‌کشی ورامین یکی از کارخانه‌های استخراج روغن نباتی در ورامین است و از قدیمی‌ترین کارخانه‌های ایران به‌شمار می‌رود. این کارخانه بر اساس قرارداد بین وزارت پیشه و هنر و کمپانی اکردو کرانژه فرانسه در آبان سال ۱۳۱۷ تأسیس شد.

## آلودگی زیست‌محیطی
این کارخانه به دلیل انتشار مایعات شیمیایی در هوا و ایجاد بوی نامطبوع، باعث ایجاد آلودگی زیست‌محیطی و اعتراض اهالی در محله روغن‌کشی ورامین شده‌است.